# Gare de Coulanges-sur-Yonne
La gare de Coulanges-sur-Yonne est une gare ferroviaire française de la ligne de Laroche-Migennes à Cosne. Elle tient son nom de la commune voisine de Coulanges-sur-Yonne mais est située sur le territoire de la commune de Crain, dans le département de l'Yonne en région Bourgogne-Franche-Comté.

## Situation ferroviaire
Établie à 133 mètres d'altitude, la gare de Châtel-Censoir est située au point kilométrique (PK) 218.196 de la Ligne de Laroche-Migennes à Cosne, à voie unique entre les gares ouvertes de Châtel-Censoir (s'intercalent les haltes fermées de Lucy-sur-Yonne et de Crain) et de Clamecy (s'intercalent la gare fermée de Surgy).

## Histoire
La gare est mise en service en même temps que la section d'Auxerre à Clamecy de la Ligne de Laroche-Migennes à Cosne le 4 juillet 1870.

## Service des voyageurs

### Accueil
Halte SNCF, c'est un point d'arrêt non géré (PANG). Elle dispose d'un quai avec un abri.

### Desserte
Coulanges-sur-Yonne est desservie par les trains TER Bourgogne-Franche-Comté qui effectuent des missions entre les gares de Paris-Bercy, ou de Laroche - Migennes, et de Corbigny ou de Clamecy,.

### Intermodalité
Un parking pour les véhicules y est aménagé devant la gare.
La halte est également desservie par des cars TER.